# جيريمياه ماغواير
جيريمياه ماغواير (بالإنجليزية: Jeremiah McGuire)‏ هو سياسي أمريكي، ولد في 1823، وتوفي في 25 أكتوبر 1889.